# 西田篤史のシンラジラ
『西田篤史のシンラジラ』（にしだあつしの-）は、2021年6月29日から中国放送（RCCラジオ）で毎週火曜日の23:00 - 23:30に放送されている、広島県ローカルのラジオ番組。2025年4月1日からは『シンラジラ』として放送。

## 概要
この番組では、広島県を拠点に活躍するローカルタレントの西田篤史が久しぶりにRCCラジオでパーソナリティを務めるもので、「みなさんの「声」で作る番組」が番組コンセプトとなっている。

### 西田の休演→逝去後
2024年10月15日の放送を最後に西田が休演し、広島のローカルタレントの松本裕見子、大松しんじ、RCCアナウンサーの田口麻衣が代役として出演。その後、2024年11月3日に西田が逝去。逝去後11月5日の放送は追悼生放送となり、松本・大松が出演し、西田と親交のあったさだまさしがコメント出演。柏村武昭・林竹洋子夫妻が電話で出演した。11月12日以降も番組名をそのままに松本・大松が出演している。2025年4月1日よりタイトルが『シンラジラ』となったが、出演者や構成などの変更なし。

## パーソナリティ

### 番組開始〜2024年10月
- 西田篤史

1973年放送開始の『たむたむたいむ』から『フライデースクープ!西田篤史のラジきんぎょ』終了の2003年までの30年間にわたってRCCラジオに出演、テレビでも『週刊パパたいむ』→『パパたいむ☆ビオラ』など多くの番組に出演し続けたローカルタレント。『ラジきんぎょ』後はしばらくRCCラジオからも離れていたが、2020年5月10日放送の『中四国ライブネット・広島発・歌人・村下孝蔵　色褪せぬ歌』で17年ぶりに出演、翌年2021年6月6日にも『中四国ライブネット 広島発・歌人・村下孝蔵　色褪せぬ歌2021』として放送され出演。レギュラー番組としては実に18年ぶりとなる。2024年11月3日に逝去したが、番組内で過去の音源が流れることがある。番組の締め台詞「じゃ、また来週の火曜日の夜お会いしましょう！おやすみなさい〜！」は生前の西田の声が使われている。

### 2024年11月以降
- 松本裕見子
- 大松しんじ
- 田口麻衣(不定期出演)

## コーナー
- 留守番電話コーナー“ボイスジラ30秒”
- ジラソング ・引き出しの中の西田篤史

## 出来事・ゲスト

### 2021年
| 2021年  | 2021年 | 2021年   | 2021年 |
| 放送日  | 放送回 | ゲスト   | 出来事 |
| ------- | ------ | -------- | ------ |
| 9月28日 | 14     | ASKAが？ |        |
| 10月5日 | 15     | ASKAが？ |        |